# Gustav Richter

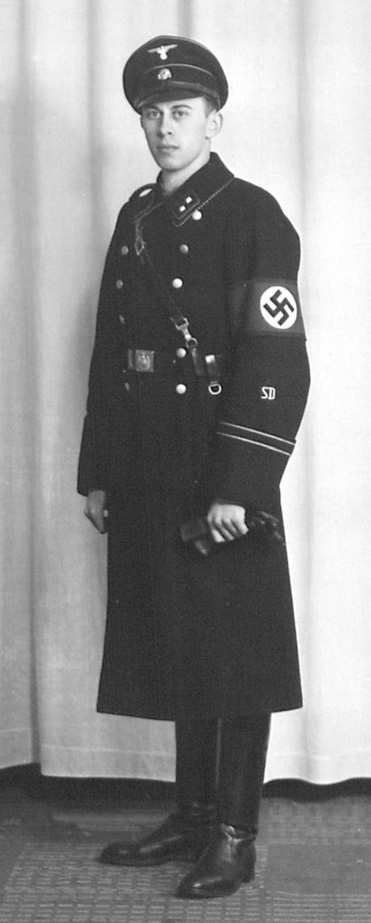
Gustav Richter vestido con el uniforme de las Schutzstaffel.

Gustav Richter (19 de noviembre de 1912 – 1982) fue un oficial alemán perteneciente a las SS nazis, quien tuvo participación en el Holocausto judío durante la Segunda Guerra Mundial.

## Participación en el Holocausto
Richter ingresó a la SS con el número de ficha 17.210 y al Partido Nazi con el número de ficha 2.710.328, llegó el grado de SS Sturmbannführer (Mayor). Ayudante de Adolf Eichmann y enviado a Bucarest, en Rumanía, como Asesor de los Asuntos Judíos de ese país como representante de la Sección IVB4 en abril de 1941. En colaboración estrecha con el Embajador alemán Manfred Freiherr von Killinger hizo el censo de las comunidades judía y gitana de Rumanía, logrando contabilizar a 300.000 judíos y 150.000 gitanos a quienes intentó enviar al campo de exterminio de Belzec, sin embargo sus planes se frustraron cuando Rumanía rompió relaciones con Alemania.
Sin embargo logró impulsar un decreto el 3 de septiembre de 1941, para obligar a los judíos rumanos a utilizar la estrella amarilla en el pecho.
El 23 de agosto de 1944, las Fuerzas Realistas de Rumanía bajo las órdenes del Rey Michael I de Rumanía efectuaron un golpe de Estado contra el gobierno del colaboracionista de Ion Antonescu terminando la relación con el Eje Roma-Tokio-Berlín en la Segunda Guerra Mundial. Richter quedó atrapado en la Embajada alemana en Bucarest por las fuerzas realistas. Fue capturado por los rumanos y entregado a las fuerzas de ocupación soviéticas.

## Después de la guerra
Al final de la guerra, Richter cayó en poder de los rusos tocándole compartir celda con el diplomático sueco Raoul Wallenberg en la Cárcel de Lubyanka. El 1 de marzo de 1945, Richter fue cambiado de celda y no volvió a ver a Wallenberg otra vez. Richter testificó en Suecia en 1955, que Wallenberg había sido interrogado por los soviéticos al menos una vez por hora y media bajo fuertes condiciones. Según Richter, este interrogatorio tuvo lugar en febrero de 1945.
Después de diez años en los campos de prisioneros de guerra en la Unión Soviética, Richter fue repatriado a Alemania en 1955 pero no quedó en libertad plena. Siempre bajo acusación, los preparativos para su juicio empezaron en 1961, sin embargo el juicio no empezó hasta diciembre de 1981. La base de la acusación contra Richter era la orden firmada por él para deportar a los judíos de Rumanía hacia Belzec. Richter recibió una pena de prisión de cuatro años en 1982, pero falleció poco tiempo después. 